# Брандмюллер, Вальтер
Вальтер Брандмюллер (нем. Walter Brandmüller; род. 5 января 1929, Ансбах, Германия) — немецкий кардинал, в прошлом ватиканский и куриальный сановник. Богослов и историк. Почётный прелат Его Святейшества с 17 июля 1983. Председатель Папского Комитета по историческим наукам с 13 апреля 1998 по 3 декабря 2009. Титулярный архиепископ Кесарии Мавританской с 4 по 20 ноября 2010. Кардинал-дьякон с титулярной диаконией Сан-Джулиано-деи-Фьямминги с 20 ноября 2010 по 3 мая 2021. Кардинал-священник с титулярной диаконией pro hac vice Сан-Джулиано-деи-Фьямминги с 3 мая 2021.

## Ранняя жизнь
Вальтер Брандмюллер родился 5 января 1929 года в Ансбахе, Германия. Его отец был офицером. Брандмюллер родился в смешанной католическо-протестантской семье, в детстве воспитывался в протестантском духе, но перешёл в римский католицизм подростком. Он учился в университете Людвига-Максимилиана в Мюнхене в 1963 году, он заработал докторантуру по истории (докторская тема: «Das Wiedererstehen katholischer Gemeinden in den Fürstentümern Ansbach und Bayreuth»); и он получил «хабилитацию» в 1967 году с диссертацией «Das Konzil von Pavia-Siena (1423—1424)».

## Священник и учёный
26 июля 1953 года, он был рукоположён в сан священника в Бамберге Йозефом Отто Кольбом, архиепископом Бамберга. Он вёл пастырскую работу в церкви Святого Иоанна, Кронах, в 1953—1957 годах, и в таковом приходе Святого Мартина, Бамберг, в 1957—1960 годах. После того он продолжил своё обучение в Мюнхене, он служил профессором истории Церкви и патрологии в университете Диллингена с 30 октября 1969 года по 1971 год. С 7 октября 1970 года до своей отставки в 1997 году он был профессором современной и средневековой истории Церкви в университете Аугсбурга. С 1971 года по 1998 год, он был приходским священником прихода Успения Богородицы, Валлесхаузен, епархия Аугсбурга.
Будучи специалистом по истории церковных соборов, он является основателем и редактором журнала «Annuarium conciliorum historiae» (Падерборн, 1969 год); и серии «Konziliengeschichte» (1979 год), которых издано пока 37 томов. Он также издал «Справочник баварской церковной истории» (St. Ottilie, 1991—1999 годы, 3 тома в 4 томах). С 1981 года по 1998 год, Вальтер Брандмюллер был членом Папского Комитета по историческим наукам. Он был назначен Почётным прелатом Его Святейшества 17 июля 1983 года. 22 июля 1990 года, он получил крест ордена «За заслуги перед Федеративной Республикой Германия» от президента ФРГ Рихарда фон Вайцзеккера. С 1998 года по 2006 год монсеньор Брандмюллер служил председателем Международной Комиссии по современной истории Церкви. С 1997 года Брандмюллер был каноником капитула базилики Святого Петра.
С 13 июня 1998 года по 3 декабря 2009 года, он был председателем Папского Комитета по историческим наукам.

## Епископ
Как этого требуется в соответствии с каноническим правом для кардиналов, он был назначен титулярным архиепископом Чезареи ди Мауретании. 13 ноября 2010 года, в церкви Santa Maria dell’Anima, он получил свою епископскую хиротонию. Ординацию возглавлял кардинал Раффаэле Фарина, салезианец — Архивариус и Библиотекарь Святой Римской Церкви, которому сослужили и помогали Людвиг Шик — архиепископ Бамберга и Джузеппе Де Андреа — титулярный архиепископ Анцио и бывший апостольский нунций в Кувейте. Его епископский девиз «Ignem in Terram» (Огонь на землю).

## Кардинал
20 октября 2010 года, в ходе генеральной аудиенции, на площади Святого Петра, папа римский Бенедикт XVI объявил о назначении 24 новых кардиналов, среди них и Вальтер Брандмюллер. Согласно традиции монсеньор Брандмюллер будет возведен в сан кардинала-дьякона на этой консистории. Будучи старше восьмидесяти лет на момент своего возведения в сан кардинала, Брандмюллер не имеет права голосовать на Конклаве.
20 ноября 2010 года состоялась консистория, на которой кардиналу Вальтеру Брандмюллеру была возложена кардинальская шапка и он стал кардиналом-дьяконом с титулярной диаконией Сан-Джулиано-деи-Фьямминги. А 21 ноября состоялась торжественная Месса по случаю вручения кардинальских перстней.
3 мая 2021 года возведён в сан кардинала-священника с титуярной диаконией pro hac vice Сан-Джулиано-деи-Фьямминги.

## Труды
- Galilei und die Kirche : ein «Fall» und seine Lösung. MM-Verlag, Aachen 1994, ISBN 3-928272-35-7
- Wer ist Jesus Christus? Mythen, Glaube und Geschichte. [zusammen mit Karlheinz Dietz, Leo Scheffczyk, Peter Stuhlmacher, Luise Abramowski, Franz Courth], MM-Verlag, Aachen 1995, ISBN 3-928272-44-6
- Das eigentlich Katholische. MM-Verlag, Aachen 1997, ISBN 3-928272-59-4
- Christus in den Sakramenten der Kirche. MM-Verlag, Aachen 1998, ISBN 3-928272-04-7
- Das Konzil von Konstanz 1414—1418. Verlag Schöningh, Paderborn. — Bd. 1: Bis zur Abreise Sigismunds nach Narbonne, 2. Aufl. 1999, ISBN 3-506-74698-7. — Bd. 2: Bis zum Konzilsende, 1997, ISBN 3-506-74691-X
- Das Konzil von Pavia-Siena 1423—1424. Verlag Schöningh, Paderborn 2002, ISBN 3-506-74675-8
- Briefe um das 1. Vaticanum. Verlag Schöningh, Paderborn 2005, ISBN 3-506-71359-0
- Der Fall Galilei und andere Irrtümer : Macht, Glaube und Wissenschaft. [zusammen mit Ingo Langner], Sankt-Ulrich-Verlag, Augsburg 2006, ISBN 3-936484-81-3
- Licht und Schatten. Sankt-Ulrich-Verlag, Augsburg 2007, ISBN 3-936484-99-6